# Il Morandini
Il Morandini. Dizionario dei film e delle serie televisive (fino all'edizione del 2013 Il Morandini. Dizionario dei film) è un dizionario enciclopedico di cinema pubblicato da Zanichelli, curato dal critico Morando Morandini insieme alla moglie Laura e alla figlia Luisa, anche lei critica cinematografica. Dopo la morte della moglie, il dizionario fu curato dal padre e dalla figlia. Dalla scomparsa di Morando nel 2015, il dizionario è aggiornato da Luisa Morandini.

## Storia
Edito per la prima volta nel 1998, Il Morandini è annualmente aggiornato con una nuova edizione. Il dizionario è disponibile dal 2000 anche con CD-ROM allegato, poi divenuto DVD dall'edizione del 2012. Dal 2014 ospita anche una sezione dedicata alle serie televisive. In ogni scheda c'è un giudizio critico che va da una a cinque stellette, il voto più alto: un'abitudine presa lavorando al quotidiano La Notte, dove Morando Morandini si occupava della critica degli spettacoli.

## Edizioni
- Morando Morandini, Laura Morandini e Luisa Morandini, Il Morandini. Dizionario dei film 1998, Bologna, Zanichelli, 1997, ISBN 978-88-808-9195-6.
- Morando Morandini, Laura Morandini e Luisa Morandini, Il Morandini. Dizionario dei film 1999, Bologna, Zanichelli, 1998, ISBN 978-88-081-5940-3.
- Morando Morandini, Laura Morandini e Luisa Morandini, Il Morandini. Dizionario dei film 2000, Bologna, Zanichelli, 1999, ISBN 978-88-080-2037-6.
- Morando Morandini, Laura Morandini e Luisa Morandini, Il Morandini. Dizionario dei film 2001, Bologna, Zanichelli, 2000, ISBN 978-88-080-3105-1.
- Morando Morandini, Laura Morandini e Luisa Morandini, Il Morandini. Dizionario dei film 2002, Bologna, Zanichelli, 2001, ISBN 978-88-081-0139-6.
- Morando Morandini, Laura Morandini e Luisa Morandini, Il Morandini. Dizionario dei film 2003, Bologna, Zanichelli, 2002, ISBN 978-88-080-5271-1.
- Morando Morandini, Laura Morandini e Luisa Morandini, Il Morandini. Dizionario dei film 2004, Bologna, Zanichelli, 2003, ISBN 978-88-080-5585-9.
- Morando Morandini e Luisa Morandini, Il Morandini. Dizionario dei film 2005, Bologna, Zanichelli, 2004, ISBN 978-88-081-1907-0.
- Morando Morandini e Luisa Morandini, Il Morandini. Dizionario dei film 2006, Bologna, Zanichelli, 2005, ISBN 978-88-083-2708-6.
- Morando Morandini e Luisa Morandini, Il Morandini. Dizionario dei film 2007, Bologna, Zanichelli, 2006, ISBN 978-88-803-3271-8.
- Morando Morandini e Luisa Morandini, Il Morandini 2008. Dizionario dei film, Bologna, Zanichelli, 2007, ISBN 978-88-082-0248-2.
- Morando Morandini e Luisa Morandini, Il Morandini 2009. Dizionario dei film, Bologna, Zanichelli, 2008, ISBN 978-88-081-2255-1.
- Morando Morandini e Luisa Morandini, Il Morandini 2010. Dizionario dei film, Bologna, Zanichelli, 2009, ISBN 978-88-083-0176-5.
- Morando Morandini e Luisa Morandini, Il Morandini 2011. Dizionario dei film, Bologna, Zanichelli, 2010, ISBN 978-88-081-2705-1.
- Morando Morandini e Luisa Morandini, Il Morandini 2012. Dizionario dei film, Bologna, Zanichelli, 2011, ISBN 978-88-081-4788-2.
- Morando Morandini e Luisa Morandini, Il Morandini 2013. Dizionario dei film, Bologna, Zanichelli, 2012, ISBN 978-88-081-9337-7.
- Morando Morandini e Luisa Morandini, Il Morandini 2014. Dizionario dei film e delle serie televisive, Bologna, Zanichelli, 2013, ISBN 978-88-08-34476-2.
- Morando Morandini e Luisa Morandini, Il Morandini 2015. Dizionario dei film e delle serie televisive, Bologna, Zanichelli, 2014, ISBN 978-88-08-83524-6.
- Morando Morandini e Luisa Morandini, Il Morandini 2016. Dizionario dei film e delle serie televisive, Bologna, Zanichelli, 2015, ISBN 978-88-08-43720-4.
- Luisa Morandini, Il Morandini 2017. Dizionario dei film e delle serie televisive, Bologna, Zanichelli, 2016, ISBN 978-88-08-75703-6.
- Luisa Morandini, Il Morandini 2018. Dizionario dei film e delle serie televisive, Bologna, Zanichelli, 2017, ISBN 978-88-08-95683-5.
- Luisa Morandini, Il Morandini 2019. Dizionario dei film e delle serie televisive, Bologna, Zanichelli, 2018, ISBN 978-88-08-61932-7. (+ fascicolo di aggiornamento)
- Luisa Morandini, Il Morandini 2020. Dizionario dei film e delle serie televisive, Bologna, Zanichelli, 2019, ISBN 978-88-08-29092-2.
- Luisa Morandini, Il Morandini 2021. Dizionario dei film e delle serie televisive, Bologna, Zanichelli, 2020, ISBN 978-88-08-91879-6. (+ fascicolo di aggiornamento 2021)
- Luisa Morandini, Il Morandini 2022. Dizionario dei film e delle serie televisive, Bologna, Zanichelli, 2021, ISBN 978-88-08-34665-0.
- Luisa Morandini, Il Morandini 2023. Dizionario dei film e delle serie televisive, Bologna, Zanichelli, 2022, ISBN 978-88-08-49157-2. (+ fascicolo di aggiornamento 2022)
- Luisa Morandini, Il Morandini 2024. Dizionario dei film e delle serie televisive, Bologna, Zanichelli, 2023, ISBN 978-88-08-92715-6.

## Immagini di copertina delle varie edizioni
- Edizione del 1999: Marcello Mastroianni in Splendor
- Edizione del 2000: Tim Roth ne La leggenda del pianista sull'oceano
- Edizione del 2001: Licia Maglietta e Bruno Ganz in Pane e tulipani
- Edizione del 2002: fotogramma tratto da Il mestiere delle armi di Ermanno Olmi
- Edizione del 2003: fotogramma tratto da L'ora di religione di Marco Bellocchio
- Edizione del 2004: Giuseppe Cristiano in Io non ho paura
- Edizione del 2005: Kim Rossi Stuart ne Le chiavi di casa
- Edizione del 2006: Alessio Boni e Matteo Gadola in Quando sei nato non puoi più nasconderti
- Edizione del 2007: Donatella Finocchiaro ne Il regista di matrimoni
- Edizione del 2008: Riccardo Scamarcio ed Elio Germano in Mio fratello è figlio unico
- Edizione del 2009: Toni Servillo in Gomorra
- Edizione del 2010: Kasia Smutniak in Tutta colpa di Giuda
- Edizione del 2011: Greta Zuccheri Montanari ne L'uomo che verrà
- Edizione del 2012: Nanni Moretti e Michel Piccoli in Habemus Papam
- Edizione del 2013: Sean Penn in This Must Be the Place
- Edizione del 2014: Luca Zingaretti ne Il commissario Montalbano (serie TV)
- Edizione del 2015: fotogramma tratto da Le meraviglie di Alice Rohrwacher
- Edizione del 2016: Michael Caine e Harvey Keitel in Youth - La giovinezza
- Edizione del 2017: Valeria Bruni Tedeschi e Micaela Ramazzotti ne La pazza gioia
- Edizione del 2018: Helen Mirren e Donald Sutherland in Ella & John - The Leisure Seeker
- Edizione del 2019: Marcello Fonte in Dogman
- Edizione del 2020: Pierfrancesco Favino ne Il traditore
- Edizione del 2021: Alessandro Borghi in Suburra - La serie (serie TV)
- Edizione del 2022: Nanni Moretti in Tre piani
- Edizione del 2023: Ferzan Ozpetek e cast in Le fate ignoranti
- Edizione del 2024: Antonio Albanese in Grazie ragazzi